# Lymeon flavovariegatus
Lymeon flavovariegatus är en stekelart som först beskrevs av Cameron 1886.  Lymeon flavovariegatus ingår i släktet Lymeon och familjen brokparasitsteklar. Inga underarter finns listade i Catalogue of Life.